# جی ماسکیس
جی ماسکیس (انگلیسی: J Mascis؛ زادهٔ ۱۰ دسامبر ۱۹۶۵) خواننده-ترانه‌پرداز، نوازنده گیتار و درامز اهل ایالات متحده آمریکا است. وی از سال ۱۹۸۲ میلادی تاکنون مشغول فعالیت بوده‌است.
از فیلم‌ها یا برنامه‌های تلویزیونی که وی در آن نقش داشته‌است می‌توان به دو برابر اشاره کرد.